# Anoxypristis cuspidata
Anoxypristis cuspidata е вид хрущялна риба от семейство Риби трион (Pristidae), единствен представител на род Anoxypristis. Видът е застрашен от изчезване.

## Разпространение
Разпространен е в Австралия (Западна Австралия, Куинсланд и Северна територия), Бангладеш, Индия, Индонезия, Иран, Малайзия, Мианмар, Папуа Нова Гвинея и Шри Ланка.